# Rayman Raving Rabbids TV Party
Rayman Raving Rabbids TV Party è un videogioco per Wii, Nintendo DS e Cellulare, creato e pubblicato da Ubisoft e dotato di uno stile di gioco simile ai predecessori Rayman Raving Rabbids e Rayman Raving Rabbids 2.
È il primo gioco della serie che sfrutta le caratteristiche del Wii Balance Board messo in commercio con Wii Fit l'anno prima, nonché il terzo e ultimo in cui ci sono sia Rayman che i Rabbids.

## Versioni

### Wii
Un fulmine colpisce i Rabbids e questi vengono trasportati nella televisione di Rayman, dalla quale li aveva visti nel predecessore. Appena la accende, scopre che i Rabbids hanno criptato il segnale del televisore e decidono loro quali  programmi far vedere alla televisione di Rayman.
Il gioco consiste nel vivere una settimana di programmi televisivi dei Rabbids. Ogni giorno, ci sono 10 minigiochi da affrontare per riuscire a concluderlo e e andare a quello successivo. Ci sono varie categorie, come lo sport estremo, le corse, la musica ecc. Nel corso del gioco, si verificano delle cutscene ambientate negli otto giorni (la settimana in cui si svolge il gioco più l'epilogo) durante i quali i Rabbids mettono a dura prova la pazienza di Rayman.
Primo giorno (lunedì): dopo che Rayman si rifugia in casa sua dopo essere stato inseguito dai Rabbids, questi ultimi finiscono nella sua TV dopo essere stati colpiti da un fulmine e causano problemi al segnale, prendendo il controllo dei canali. Rayman cerca di spegnere la TV, senza successo.
Secondo giorno (martedì): Rayman sta lavando i piatti, pulendo le finestre e passando l'aspirapolvere, ma è stanco perché i Rabbids gli hanno fatto passare la notte insonne. A un certo punto perde la pazienza e stacca la spina dalla TV, ma quando scopre che essa non si spegne, la colpisce con un pugno per la rabbia e la frustrazione, facendo apparire delle crepe sull'angolo in basso a sinistra.
Terzo giorno (mercoledì): Durante la notte del giorno dopo, Rayman ha un mal di testa e sta cercando di dormire sul divano con una bottiglietta d'acqua calda spiaccicata in faccia, ma un Rabbid continua ad alzare e diminuire il livello di luminosità della televisione, facendo lampeggiare la luce e impedendogli di dormire, al punto da farlo arrabbiare e lanciare contro la TV la bottiglietta d'acqua calda. Le crepe cominciano ad espandersi.
Quarto giorno (giovedì): La mattina dopo, Rayman ha passato la notte insonne per la seconda volta in questa settimana. Stavolta un Rabbid non la smette di urlare mentre cambia continuamente il volume, e Rayman cerca di zittirlo avvolgendo esso e la TV con del nastro adesivo, che però si stacca e gli finisce in faccia, così lancia la TV via di casa, crepando ancora di più lo schermo. Le urla dei Rabbids attirano l'attenzione delle talpe, che rimangono costrette a sopportarli per tutta la giornata. 
Quinto giorno (venerdì): Rayman passa la giornata in pace senza venire disturbato dopo aver gettato via la televisione, ma il mattino dopo, le talpe, scontente di ciò che i Rabbids hanno fatto a loro, bussano alla porta e gli lanciano la TV in casa, crepando lo schermo ancora di più.
Sesto giorno (sabato): I Rabbids riaccendono la TV mentre Rayman è sul divano a leggere il giornale e uno di loro pasticcia con la calibrazione dello schermo, separando corpo e torace e urlando, disturbandolo e facendolo arrabbiare a tal punto che lancia la televisione nel gabinetto prima di sbattere la porta del bagno. Lo schermo è ora quasi del tutto crepato.
Settimo giorno (domenica): Il giorno dopo, i Rabbids usano un gancio per tirare ripetutamente lo sciacquone, e Rayman, dopo essere stato disturbato di nuovo mentre legge il giornale, mette la TV nel lavandino dopo averlo riempito d'acqua, ma i Rabbids cominciano ad emettere versi così forti da gonfiare i tubi e far tremare tutta la casa. Le crepe ora coprono tutto lo schermo del televisore.
Ottavo e ultimo giorno (epilogo): La sera del giorno dopo, Rayman ha cambiato canale per guardare una partita di rugby, ma siccome i Rabbids hanno il controllo del segnale, continuano a forzare la televisione sui loro canali. Rayman cerca di cambiare canale per guardare la partita, ma a un certo punto non può più farlo per colpa dei Rabbids, e stufo di averli nella TV intenti a disturbarlo e farlo impazzire in qualunque momento, afferra il suo piede e lo lancia contro la televisione in un attacco di rabbia, finalmente distruggendola. Tuttavia, viene inseguito dai Rabbids e cacciato di casa, mentre uno di loro accende accidentalmente l'aspirapolvere e ne rimane interessato quando se lo ritrova attaccato alle orecchie, e decide di rimanere in casa. Il telefono squilla e il Rabbid non risponde, rimanendo da solo a urlare.

### Nintendo DS
Un Rabbids si fa trasportare mediante un marchingegno rudimentale dentro la TV provocando il caos mediatico. Il nostro beniamino dovrà riuscire a liberare la TV dai conigli.
Il gioco consiste in una specie di gioco dell'oca in cui Rayman deve tentare di raggiungere la TV prima del coniglio. Per farlo dovrà inoltre superare dei minigiochi con dei Rabbids. Ogni volta che supererà un tabellone (5 in totale) dovrà inseguire un Rabbids scappato dalla TV prima dello scadere del tempo.

## Canzoni
Da suonare (Groove On)
- Ladies' Night dei Kool and the Gang
- Toxic di Britney Spears
- You Know I'm No Good di Amy Winehouse
- Heaven Must Be Missing An Angel dei Tavares
- Born To Be Wild degli Steppenwolf
- Another One Bites The Dust dei Queen
- Open Book dei The Rakes

Da ballare (Shake it TV)
- Jungle Boogie dei Kool and the Gang
- ABC dei The Jackson Five
- Soul Bossa Nova di Quincy Jones
- Trick Me di Kelis
- Le Freak degli Chic
- Acceptable in the 80's di Calvin Harris
- Wake Me Up degli Wham!